# Хуго IV (Бургундия)
Хуго IV (Hugues IV; * 9 март 1213, Вилен ан Дюемоа; † 27 октомври 1272) от Старата бургундска династия, е 8-и херцог на Бургундия през 1218 – 1272 г. и титулярен крал на латинското Солунско кралство от 1266 до 1272 г.

## Живот
Той е единственият син на херцог Одо III († 1218) и на Аликс от Вержи (* 1182 † 1252), дъщеря на Хуго, господар на Вержи, и на Гилета дьо Тренел. Той наследява трона през 1218 г. и причислява към херцогството още няколко графства.
Между 1239 и 1241 г. Хуго участва в кръстоносен поход в Палестина (Кръстоносен поход на бароните), организиран от Теобалд I, краля на Навара. По-късно участва и в кръстоносния поход в Египет (Шести кръстоносен поход, 1248 – 1250) под командването на крал Луи IX. Той прекарва зимата със своята флота в Ахейското княжество и успява да накара князете да участват в кръстоносния поход. Хуго е командир на походния лагер през битките за ал-Мансура (1249 – 1250).
За неговата помощ за завладяването на Константинопол латинският император Балдуин II му дава през 1266 г. правата над (Титуларното) Солунско кралство.
През 1270 г. Хуго участва и в кръстоносния поход против Тунис (Седми кръстоносен поход).

## Фамилия
Първи брак: през 1229 г. с Йоланда дьо Дрьо (* 1212; † † 30 октомври 1248), дъщеря на граф Роберт III от Дрьо (* 1185; † 1234). С нея той има децата:
- Маргарете (* 1229; † 1277), господарка на Молино

1. ∞ 1239 Вилхелм III от Мон Сен Жан
2. ∞ 1259 Гуидо VI от Лимож

- Одо (* 1230; † 1266) граф на Невер, Оксер и Тонер
- Жан (* 1231; † 1268), господар на Бурбон и граф на Шароле.
- Аделхейд (Аликс) (* 1233; † 1273), ∞ 1251 Хайнрих III херцог на Брабант
- Роберт II (* 1248; † 1306), наследява баща си като херцог на Бургундия

Втори брак: ноември 1258 г. Хуго IV с Беатрис от Шампан (* 1242; † февруари 1295), принцеса на Навара, дъщеря на Теобалд I, граф на Шампан, крал на Навара. С нея той има десет деца:
- Изабела Бургундска (също Агнес) (* 1270; † 1323)

1. ∞ 6 февруари 1284 г. за немско-римския крал Рудолф I (1218 – 1291)
2. ∞ 1306 г. за Петер Млади от Шамбли, господар на Нофле

- Хуго (* 1260; † 1288), вицеграф на Авалон
- Маргарете († 1300), господарка на Вито, ∞ 1272 Йохан I господар на Шалон и на Арле († 1315)
- Жана († 1295)
- Беатрис, господарка на Гриньон (* 1260; † 1329), ∞ 1276 Хуго XIII, господар на Лузинян, граф на Ла Марш и Ангулем (Дом Лузинян)